# 百货战警2
《百货战警2》（英語：Paul Blart: Mall Cop 2）是一部2015年动作喜剧电影，由安迪·菲克曼执导，凯文·詹姆斯和尼克·贝凯。该片是2009年电影《百货战警》的续集。詹姆斯在电影中出演了同名商场保安保罗·布拉特。演员阵容还包括尼尔·麦克唐纳、达妮埃拉·阿隆索、大卫·亨利、瑞妮·羅德里格茲和维克·迪比特托。2014年4月21日，影片在拉斯维加斯永利拉斯维加斯开机，是首部在史提芬·艾伦·永利的物业拍摄的电影。该片也是首部获得内华达州新片税收优惠的电影。
2015年4月17日，哥伦比亚影业发行了该片，全球票房1.07亿美元。

## 剧情
首部电影的事件过去了六年，保罗·布拉特（凯文·詹姆斯饰）从几个不幸中恢复过来。妻子艾米（杰玛·梅斯饰）跟他结婚六天便与他离婚，母亲玛格丽特（雪莉·奈特饰）被牛奶卡车撞死。为了让自己感觉好点，他为巡逻他的商城西奥兰治郡巴比伦购物中心感到骄傲。之后保罗收到一张去拉斯维加斯参加保安大会的邀请函，他开始相信自己的霉运即将改变。他的女儿玛雅·布拉特（瑞妮·羅德里格茲饰）发现她被加州大学洛杉矶分校录取，计划横跨全国搬到洛杉矶，但考虑到父亲的邀请，她决定为了现在隐瞒这一讯息。
抵达拉斯维加斯后，保罗和他的女儿碰见了永利大酒店的总经理、一名年轻漂亮的女性迪薇娜·马丁内斯（达妮埃拉·阿隆索饰）。保罗立刻被她吸引住了。他后来得知，她正跟酒店的安保负责人爱德华多·福蒂略（埃杜瓦多·维拉斯蒂吉饰）谈恋爱。同时，玛雅和酒店泊车员莱恩（大卫·亨利饰）互相吸引。与会的美国商场保安唐娜·恩里克（罗妮·勒夫饰）了解保罗之前在西奥兰治郡巴比伦购物中心事件中的英雄事迹，认为保罗很可能会成为活动的主讲嘉宾。不过，保罗发现，做演讲的是另一位保安尼克·潘内罗（尼古拉斯·特托罗饰）。
会议进行到一半，罪犯文森特·索菲尔（尼尔·麦克唐纳饰）率领手下伪装成酒店员工，暗中计划将酒店的无价艺术品偷走并用复制版换掉它们，之后真品将在拍卖会上出售。与此同时，保罗发现玛雅跟莱恩眉来眼去并偷听两人的对话，于是过分保护玛雅。后来在玛雅失踪的时候，他在一次活动被爱德华多嘲笑不专业。在随后与父亲的争辩中，玛雅大胆表示她将去加州大学洛杉矶分校读书，尽管保罗希望她去离家很近的初级学院读书。
会议结束后，保罗、唐娜和其他三位保安扫罗·冈德穆特（盖瑞·瓦伦丁饰）、汗·穆比（雪莉·德赛（Shelly Desai）饰）和吉诺·奇兹提（维克·迪比特托饰）在展会上查看非致命性安防设备。后来，保罗发现醉醺醺的潘内罗在酒吧不小心撞了一名女性。保罗尝试缓和局面好让潘内罗脱身，这给了他成为活动发言人的机会。后来保罗找到玛雅，请求她参加活动，但他发现其实她是想跟莱恩聚会。正当保罗准备演讲的时候，文森特和他的同伙开始实施计划行动。玛雅在中途误打误撞地介入抢劫，被劫为人质。莱恩在找她时也顺便被绑架了。保罗的演讲令人振奋，感到了每一位与会人员，还有发现自己随着时间推移对保罗愈发有好感的迪薇娜。演讲结束后，保罗得知玛雅和莱恩的处境危险，便冲去帮助他们，不料半路因困扰他多年的低血糖病突发而晕倒在地上。
恢复过来后，保罗放到了文森特的几个手下，并获得罪犯团伙目的的情报。他利用会议上的非致命装备将文森特的其他手下放到。与此同时，玛雅和莱恩听到对燕麦片严重过敏的文森特坚决不吃燕麦饼干。之后唐娜、扫罗、汗和吉诺联手，玛雅将混入燕麦片的防晒乳涂在文森特的脸上，帮助保罗笨拙地毁掉文森特的行动。随后，保罗劝说迪薇娜，称她对他的吸引力放错了地方，爱德华多才是她的真爱。保罗也同意让玛雅去加州大学洛杉矶分校，用他阻止文森特犯罪的奖金资助她的学费。在加州大学洛杉矶分校放下玛雅后，保罗跟他前头来回晃荡的副警长擦出爱情火花。

## 演员
- 凯文·詹姆斯 饰 保罗·布拉特（Paul Blart）[4]
- 尼尔·麦克唐纳 饰 文森特·索菲（Vincent Sofel）[5]
- 达妮埃拉·阿隆索（英语：Daniella Alonso） 饰 迪薇娜·马丁内兹（Divina Martinez）[6]
- 大卫·亨利 饰 莱恩（Lane）[7]
- 瑞妮·羅德里格茲 饰 玛雅·布拉特（Maya Blart）[8]
- 罗妮·勒夫（英语：Loni Love） 饰 唐娜·恩里克（Donna Ericone）[9]
- D·B·伍德赛德（英语：D. B. Woodside）[10] 饰 罗宾逊（Robinson）
- 埃杜瓦多·维拉斯蒂吉（英语：Eduardo Verástegui） 饰 爱德华多·福蒂略（Eduardo Furtillo）[8]
- 尼古拉斯·特托罗（英语：Nicholas Turturro）[8] 饰 尼克·潘内罗（Nick Panero）
- 盖瑞·瓦伦丁（英语：Gary Valentine）[8] 饰 扫罗·冈德穆特（Saul Gundermutt）
- 吉奥瓦尼·戈普拉蒂（英语：Geovanni Gopradi） 饰 拉莫斯（Ramos）[8]
- 洛伦佐·詹姆斯·亨利（英语：Lorenzo James Henrie） 饰 洛伦佐（Lorenzo）
- 切尔西·文森特（ 饰 纳迪亚（Nadia）
- 维克·迪比特托（英语：Vic Dibitetto） 饰 吉诺·奇兹提（Gino Chizetti）[11]
- 安娜·盖斯特耶尔（英语：Ana Gasteyer）[12] as Mrs. Gundermutt
- 雪莉·迪赛 饰 汗·穆比（Khan Mubi）
- 巴斯·吕滕（英语：Bas Rutten） 饰 亨克（Henk）
- 雪莉·奈特 饰 玛格丽特·布拉特（Margaret Blart，保罗母亲和玛雅奶奶）

## 制作

### 开发
2009年1月，索尼表达了制作《百货战警》续集的兴趣。2014年1月7日，据透露安迪·菲克曼为执导电影谈判，而与尼克·贝凯共同编剧的凯文·詹姆斯将回归出演布拉特。詹姆斯与托德·加纳和快乐麦迪逊的亚当·桑德勒制作影片。演员阵容包括大卫·亨利、瑞妮·羅德里格茲、埃杜瓦多·维拉斯蒂吉、尼古拉斯·特托罗、盖瑞·瓦伦丁、尼尔·麦克唐纳、达妮埃拉·阿隆索和D·B·伍德赛德，将与詹姆斯一同出演。
2014年3月14日，内华达州电影办公室（Nevada Film Office）宣布索尼影业为拍摄《百货战警2》赢得首个该州税收抵免资格证书。办公室主任埃里克·普莱斯（Eric Preiss）表示根据片方申请书上的提议，他们将获得430万美元的税收抵免。2014年4月2日，哥伦比亚影业宣布电影定档2015年4月17日。

### 摄制

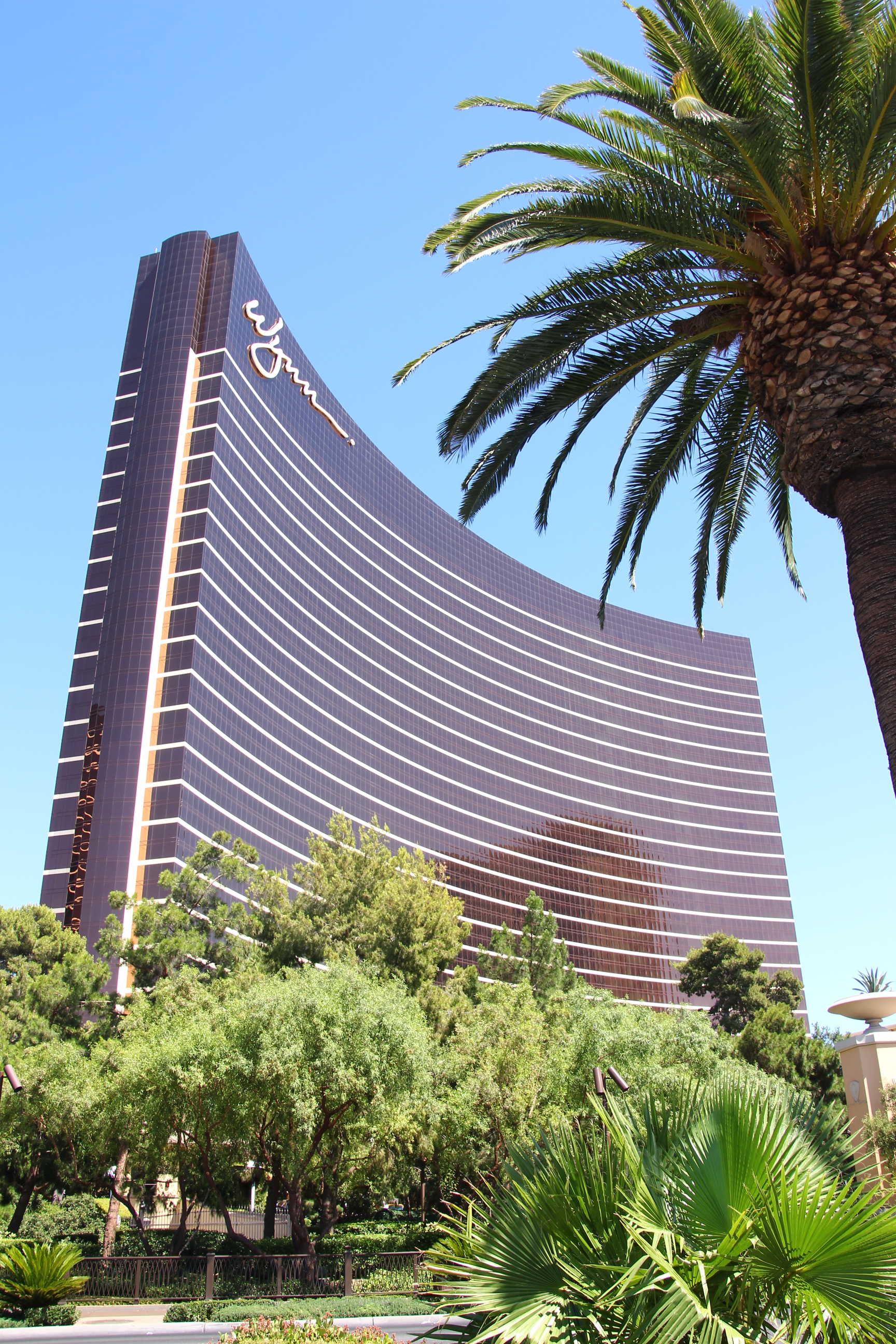
整部电影的取景地永利大厦

2012年10月在一次采访中，詹姆斯表示他喜欢在美国购物中心拍摄续集的提议。2014年4月21日，主体拍摄在永利拉斯维加斯开展，2014年6月26日电影杀青。这是史提芬·永利首次允许商业电影在该资产拍摄。

## 发行
影片由哥伦比亚影业于2015年4月17日在美国发行，DVD和蓝光于2015年7月14日发行。

## 评价

### 票房
影片北美票房7100美元，全球其他地区票房3620美元，合共1.073亿美元，收回3000万美元的制片预算。上映首周末，影片赚到2380万美元，最终在票房上紧随2920万美元的《速度与激情7》名列第二。

### 专业评价
烂番茄根据56条评论给本片打出8%的新鲜度，平均得分2.6分（满分10分）。网站共识指出，“沐浴在流出的汗水和丧失宗旨中，《百货战警2》将羞辱胖人的幽默和带着规整无趣结果的电动自行车视觉笑话结合起来。”Metacritic依照16条评论给本片打出13分（满分100分），表示“非常反感”。
《纽约邮报》的莎拉·斯图尔特（Sara Stewart）给本片打出一星评价（满分四星），表示“这个阴谋的鬼火只不过是詹姆斯一遍又一遍地玩把戏的结果：咆哮完，狼狈地重振旗鼓。它一点也不好笑吗？不，它并不是一点也不好笑。它只不过是不够好笑。”《好莱坞报道者》的弗兰克·谢克（Frank Scheck）给影片负面评价，表示“詹姆斯非常艰难地尝试将打闹幽默注入影片过程中，透过徒劳的笑点中无尽的身体扭曲推动他庞大的身躯。”《综艺》的贾斯汀·陈（Justin Chang）也给予影片差评，表示“凯文·詹姆斯一直在栽跟头，跟硬物打照面，而这一次是在拉斯维加斯，在这部俗气、麻木空洞的续集中 。”
RogerEbert.com的克里斯蒂·勒迈尔（Christy Lemire）给了影片0星评价，表示：“真的，导演安迪·菲克曼的电影没有一个补救时刻。总体上的平整度和冷漠渗透进这些炒冷饭的程序。《娱乐周刊》的凯文·P·苏利文（Kevin P. Sullivan）给了影片D级，表示“比你所看过的最差电影还要差，但你也许会寻思着为什么你、屏幕上的人或是影院中的其他任何人甚至会感到困扰。”《多伦多明星报》的彼得·豪威尔（Peter Howell）给予影片0.5星评价（满分四星），表示“《小小球童2》、《驱魔人2》、《生死时速2》。这种不断扩大的猥琐电影续集列表上的小样本，加入到《百货战警2》，一个令人瞠目结舌地愚笨的娱乐借口。《纽约时报》的安迪·韦伯斯特（Andy Webster）给予影片负面评价，表示：“你不会在凯文·詹姆斯的华而不实、无公害的座驾《百货战警2》中找到更多的攻击性。总体上你不会找到太多推动一般情绪反应、耳熟能详的笑话和情况。如果詹姆斯先生的角色认为安全第一，那么做这部电影是非常不利好的。”
影院评分在首周末开展的民意调查显示，从A+到F等级，影院观众给予影片B-级评价。

### 奖项
| 大奖         | 奖项                           | 提名者                              | 结果 | 参考   |
| ------------ | ------------------------------ | ----------------------------------- | ---- | ------ |
| 青少年选择奖 | 男电影演员选择奖：喜剧类       | 凯文·詹姆斯                         | 提名 | [ 35 ] |
| 青少年选择奖 | 女电影演员选择奖：喜剧类       | 瑞妮·羅德里格茲                     | 提名 | [ 35 ] |
| 青少年选择奖 | 电影选择奖：喜剧类             |                                     | 提名 | [ 35 ] |
| 金酸梅奖     | 最差电影                       | 托德·加纳、凯文·詹姆斯、亚当·桑德勒 | 提名 | [ 36 ] |
| 金酸梅奖     | 最差男演员                     | 凯文·詹姆斯                         | 提名 | [ 36 ] |
| 金酸梅奖     | 最差导演                       | 安迪·菲克曼                         | 提名 | [ 36 ] |
| 金酸梅奖     | 最差剧本                       | 尼克·贝凯和凯文·詹姆斯              | 提名 | [ 36 ] |
| 金酸梅奖     | 最差前传、重拍、恶搞及续集电影 |                                     | 提名 | [ 36 ] |
| 金酸梅奖     | 最差搭档                       | 凯文·詹姆斯和他的电动自行车或胡子   | 提名 | [ 36 ] |